# Prinses Mononoke
Prinses Mononoke (Japanse titel: もののけ姫; Hepburn: Mononoke Hime), in het Engels uitgebracht als Princess Mononoke, is een Japanse anime-film uit 1997, geschreven en geregisseerd door Hayao Miyazaki en geproduceerd door Studio Ghibli. Het verhaal speelt zich af ten tijde van de Muromachiperiode (ca. 1336 tot 1573).
Mononoke Hime was ten tijde van de productie de duurste anime ooit gemaakt, met een prijskaartje van bijna 20 miljoen dollar.

## Verhaal
Ashitaka is prins van een klein dorp. Als zijn dorp wordt aangevallen door een razende (vervloekte) god, Nago, probeert hij deze te overtuigen zijn woede te staken. Maar dan valt Nago's oog op drie dorpsmeisjes, waarvan een, Ashitaka's zus. Een van de meisjes valt en Ashitaka ziet zichzelf genoodzaakt Nago te doden. Hierbij raakt hij zelf vervloekt.
Hij verlaat dan het dorp om onbevooroordeeld te onderzoeken wat de oorzaak is van de vloek die op hem rust. Alleen zo kan hij misschien een manier vinden om de vloek uit te bannen. Hij vindt het bos van de hertengod, waar Nago vandaan kwam.
Daar is helaas een oorlog aan de gang tussen enerzijds de mensen van de ijzerwerken en anderzijds de goden en dieren van het bos. Ashitaka probeert de wederzijdse haat en het geweld een halt toe te roepen en wordt verliefd op San, een meisje opgevoed door de mori (wolven). Zij wordt door Lady Eboshi, de door technische vooruitgang verblinde leidster van de mensen van de ijzerwerken, mononoke hime genoemd. Mononoke hime is Japans, en kan vertaald worden als "prinses van de wrakende geesten/goden".
Ashitaka's pogingen lijken echter tevergeefs en de situatie wordt steeds erger.
Het conflict escaleert verder als Moro van de mori-stam en Okkoto (opvolger van Nago) van de zwijnenstam het samen tegen het leger van Eboshi opnemen, wat resulteert in een waar bloedbad.
Eboshi maakt gebruik van de situatie om de "Bosgeest", de heerser over al het leven in het woud, zijn hoofd af te hakken. Een bijkomstigheid daarbij is dat de keizer het hoofd begeert, omdat hij daarmee onsterfelijk kan worden. Mononoke lukt het echter niet om de "Bosgeest" te redden, maar zet samen met Ashitaka de achtervolging in op een oude spion die het hoofd van de "Bosgeest" in een ton vervoert. Het lichaam van de god, echter, zoekt naar zijn hoofd en vernietigt alles op zijn weg met een zwart-rode drab die over de bossen, meren en heuvels stroomt. Het lukt Ashitaka en San om het hoofd terug te geven aan de "Bosgeest". De geest sterft maar laat eeuwige vruchtbaarheid en leven achter in de vallei. Moro en Okkoto zijn ook gedood door de vervloekte drab, maar Lady Eboshi, Ashitaka en San overleven. Ook wordt Ashitaka's vloek door het gebeurde opgeheven. Eboshi doorziet haar fout en belooft beterschap. Ashitaka gaat met haar mee om haar daarbij te ondersteunen. San keert met de overgebleven wolven terug naar de bossen maar verloochent niet langer haar menselijkheid. Zo ontstaat er een nieuwe balans in het woud en wordt het conflict beslecht.

## Rolverdeling
| Acteur             | Personage   |
| ------------------ | ----------- |
| Yoji Matsuda       | Ashitaka    |
| Yuriko Ishida      | San         |
| Akihiro Miwa       | Moro        |
| Yuko Tanaka        | Lady Eboshi |
| Kaoru Kobayashi    | Jiko Bou    |
| Sumi Shimamoto     | Toki        |
| Hisaya Morishige   | Okkoto      |
| Tsunehiko Kamijo   | Gonza       |
| Masahiko Nishimura | Koroku      |
| Yuriko Ishida      | Kaya        |

## Achtergrond

### Productie
Miyazaki had 16 jaar nodig om het verhaal en de personages voor Mononoke Hime geheel te ontwikkelen. Een soortgelijk verhaal is reeds terug te vinden in zijn manga The Journey of Shuna uit 1983. De personages en het verhaal ondergingen in die 16 jaar een groot aantal veranderingen, maar kregen definitieve vorm nadat Miyazaki de oude bossen van Yakushima had bezocht. De laatste storyboards voor de film werden pas enkele maanden voor de première afgerond.
Mononoke Hime is grotendeels met de hand getekend, maar maakt op bepaalde punten gebruik van computeranimatie. In totaal bevat de film vijf minuten aan computergetekende scènes. De film is grotendeels gekleurd met traditionele technieken.
Miyazaki controleerde persoonlijk alle 144.000 tekeningen in de film. Hij zou 80.000 ervan opnieuw hebben getekend. Mononoke Hime is de eerste film van Miyazaki waarin geen vliegscène voorkomt, wat in andere films juist zijn kenmerk is.

### Ontvangst
Bij uitgave was Mononoke Hime de duurste anime ooit gemaakt. De productiekosten bedroegen 2,4 miljard yen.
Mononoke Hime was de meest succesvolle Japanse film aller tijden (in Japan en daarbuiten), totdat het succes overstegen werd door Miyazaki's Spirited Away. In Japan alleen bracht Mononoke Hime meer dan 150 miljoen dollar op aan kaartjesverkoop.
Voor de Amerikaanse uitgave wilde men eigenlijk bepaalde scènes die te gewelddadig werden geacht weglaten zodat de film een PG-rating kon krijgen, maar Miyazaki was hier tegen. De film werd uiteindelijk in onaangepaste versie uitgebracht onder een PG-13 rating.

## Prijzen en nominaties
| jaar | prijs                    | categorie                                                                          | genomineerde(n)             | uitslag      |
| ---- | ------------------------ | ---------------------------------------------------------------------------------- | --------------------------- | ------------ |
| 1997 | Nikkan Sports Film Award | Ishihara Yujiro Award                                                              | -                           | gewonnen     |
| 1997 | Nikkan Sports Film Award | Beste regisseur                                                                    | Hayao Miyazaki              | gewonnen     |
| 1997 | Hochi Film Awards        | Special Award                                                                      | Hayao Miyazaki              | gewonnen     |
| 1998 | Japanse Academy Award    | beste film                                                                         | -                           | gewonnen     |
| 1998 | Japanse Academy Award    | Special Award                                                                      | -                           | gewonnen     |
| 1998 | Blue Ribbon Award        | Special Award                                                                      | -                           | gewonnen     |
| 1998 | Kinema Junpo Award       | Readers' Choice Award voor beste film                                              | Hayao Miyazaki              | gewonnen     |
| 1998 | Mainichi Film Concours   | Beste animatiefilm                                                                 | Hayao Miyazaki              | gewonnen     |
| 1998 | Mainichi Film Concours   | Beste film                                                                         | Hayao Miyazaki              | gewonnen     |
| 1998 | Mainichi Film Concours   | Readers' Choice Award voor beste film                                              | -                           | gewonnen     |
| 2000 | Annie Award              | Outstanding Individual Achievement for Directing in an Animated Feature Production | Hayao Miyazaki              | genomineerd  |
| 2000 | Sierra Award             | beste animatiefilm                                                                 | -                           | genomineerd  |
| 2000 | Golden Reel Award        | Beste geluidsmontage                                                               | -                           | genomineerd  |
| 2000 | Golden Satellite Award   | Best Motion Picture, Animated or Mixed Media                                       | -                           | genomineerd  |
| 2001 | Saturn Award             | Best Home Video Release                                                            | -                           | gewonnen     |
| 2001 | Nebula Award             | Beste scenario                                                                     | Hayao Miyazaki, Neil Gaiman | genomineerd. |